# Eustatie Altini

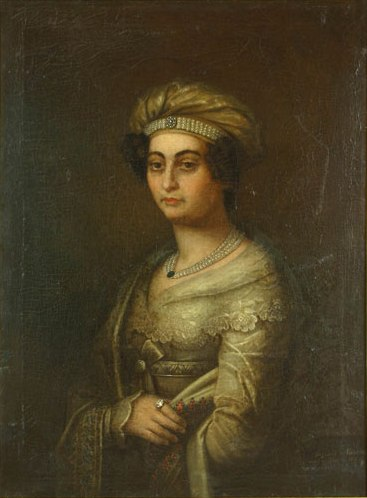
Női arckép

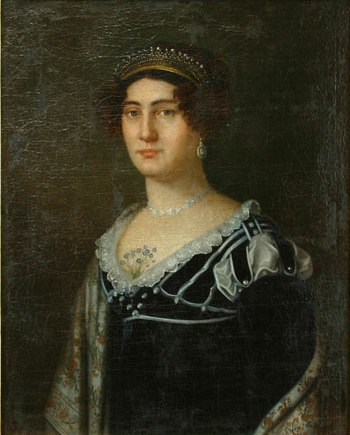
Safta Costache Talpan arcképe

Eustatie Altini (Zagorá Pilíu, 1772 körül – Jászvásár, 1815) görög származású moldvai neoklasszicista festő.

## Élete
1772-ben született az Oszmán Birodalomban, egy görögök által lakott kis faluban. 1780-ban a család a török elnyomás elől Moldvába, Jászvásárra menekült, ahol a fiú Nicolae festő tanítványa lett. Mivel felfigyeltek tehetségére, 1789-ben Alexandru Ipsilanti moldvai fejedelem, más források szerint az 1790–1791-ben Jászvásáron időző Patyomkin herceg támogatásával a Bécsi Képzőművészeti Akadémiára küldték, ahol festészetet tanult Heinrich Füger, Johann Baptist Lampi és Hubert Maurer irányításával.
Bécsben megismerkedett a nyugati festészet technikájával. Megtanulta többek között, hogyan építse be az ortodox ikonográfia hagyományai közé a perspektívát és a chiaroscurót. Bécsből hazatérve egyike lett a neoklasszikus stílus művelőinek és egyike az első román akadémistáknak. Meghonosította az olajfestészetet, és festészeti osztályt vezetett a Jászvásári Fejedelmi Akadémián, ahova a szomszédos Havasalföldről is jöttek tanítványok.

## Munkássága
Munkásságának központjában az egyházi festészet állt; ő alkotta például a jászvásári Banu-templom és Szent Szpiridon-templom ikonosztázának festményeit és szobrait. További munkái: a bălţi-i Szent Miklós-templom mára már elveszett ikonjai (1803), császári ikonok a jászvásári régi metropólia Szent György-temploma számára, az ikonosztáz festése a románvásári érseki székesegyházban (1805), Szent Miklós ikonja a jászvásári Negyven szent vértanú templomban.
Tevékenységének másik jelentős ága a portréfestés. Számos női portré mellett megfestette Veniamin Costache metropolita fiatalkori arcképét,) akit gazdag és divatos ifjúként ábrázolt. Megfestette Scarlat Callimachi fejedelmet, és őt feltételezik egy Alexandru Moruzi fejedelmet ábrázoló festmény alkotójának is.

## Emlékezete
A jászvásári Negyven szent vértanú templomban mellszobrot állítottak neki.

## Fordítás
Ez a szócikk részben vagy egészben  az   Eustaţie Altini című román Wikipédia-szócikk ezen változatának fordításán alapul.  Az eredeti cikk szerkesztőit annak laptörténete sorolja fel. Ez a jelzés csupán a megfogalmazás eredetét és a szerzői jogokat jelzi, nem szolgál a cikkben szereplő információk forrásmegjelöléseként.